# イソバレリルCoA
イソバレリルCoA(isovaleryl-CoA)は、分枝アミノ酸のロイシンの代謝中間体の一つである。